# (12986) Kretke
(12986) Kretke es un asteroide perteneciente al cinturón de asteroides, descubierto el 28 de febrero de 1981 por Schelte John Bus desde el Observatorio de Siding Spring, Nueva Gales del Sur, Australia.

## Designación y nombre
Designado provisionalmente como 981 DM2. Debe su nombre a Katherine A. Kretke, una astrofísica estadounidense.

## Características orbitales
Kretke está situado a una distancia media del Sol de 2,930 ua, pudiendo alejarse hasta 3,232 ua y acercarse hasta 2,628 ua. Su excentricidad es 0,102 y la inclinación orbital 10,17 grados. Emplea 1832,40 días en completar una órbita alrededor del Sol.

## Características físicas
La magnitud absoluta de Kretke es 14,4. Tiene 8 km de diámetro y su albedo se estima en 0,081.